# Pierre Galibert
Pour les articles homonymes, voir Galibert.
Pierre Galibert, né le 27 avril 1961 à Castres[réf. nécessaire] (Tarn), est un animateur de radio et de télévision français.

## À la radio
C'est à la radio, en 1986, qu'il a commencé sa carrière d'animateuren principauté de Monaco.
Il a été animateur sur les stations Nostalgie, RMC et Sud Radio, où il présentait quotidiennement une émission matinale aux côtés des Chevaliers du fiel, et dont il a été directeur des programmes à partir de 2004, puis directeur de la promotion et des partenariats en 2007,. Il a quitté Sud Radio fin juin 2009 pour animer Stop ou encore et RTL vous offre vos vacances pendant l'été 2009 sur RTL.
Durant deux septennats (entre 2009 et 2023) il abandonne le micro pour diriger trois stations du groupe Radio France : France Bleu Creuse à Guéret, France Bleu Roussillon à Perpignan et France Bleu Occitanie à Toulouse. Il crée, avec l’équipe toulousaine, la première matinale filmée retransmise en direct sur France 3.
En avril 2023, il crée sa propre société de communication et d'événementiel GALICOM
Il est, tout l'été 2023, sur l'antenne d'Europe 1, aux côtés de Bérénice Bourgueil dans l'émission " C'est arrivé près de chez vous " où il reprend son rôle de Maître Galibert en animant le "Quiz des régions"

## À la télévision
Le 24 mars 2004, à l'époque où les spectateurs ne connaissaient encore de lui que sa voix, il a été invité par l'émission C'est mon choix pour un numéro visant à dévoiler le physique habituellement caché des voix off.
Pendant 14 ans (jusqu'au 16 janvier 2010), il est la voix off et le juge-arbitre du jeu télévisé Les Z'amours sur France 2, aux côtés de Tex, où il est connu sous le pseudonyme de Maître Galibert.
Il a également exercé cette fonction dans La Cible, aux côtés d'Olivier Minne, puis de Marie-Ange Nardi, avant d'y devenir voix in, c'est-à-dire d'apparaître aussi à l'écran.
Il a par ailleurs été maître-mot dans Pyramide en compagnie d'Olivier Minne, durant la période où ce jeu était présenté par Marie-Ange Nardi.
Il a par ailleurs fait plusieurs apparitions comme comédien dans des productions diffusées sur France 2, interprétant d'abord un matelot dans une version mise en scène en 2006 de l'opérette Trois jeunes filles nues (diffusion le 2 juin), puis le roi dans un téléfilm adapté de Cendrillon, diffusé pour Noël 2007 avec deux autres téléfilms au sein de la soirée Trois contes merveilleux

## Au théâtre
Il est l'auteur de Mad ! une comédie de boulevard jouée en 2017 au Théâtre La Comédie de Toulouse par la Compagnie de l'Esquisse.
En 2022 il crée dans sa ville natale, avec les membres de l'association Castres sur Scènes qu'il fonde et préside bénévolement, un festival de théâtre et de café-théâtre Les Fous Rires de Castres que le public tarnais retrouve depuis chaque année au mois d’avril.

## Au cirque
Avec d’autres bénévoles, il joue également un rôle actif dans le prestigieux Festival del Circ Elefant d’Or qui se tient chaque année en février en Espagne.
Pour les fêtes de fin d'année 2023, il a été Monsieur Loyal pour le spectacle du Cirque de Noël de Toulouse (64 représentations).
Pour les vacances d'hiver 2024, il a présenté le show magique "The Illusions Tours" sous chapiteau à l'Hippodrome de Toulouse (36 représentations)
Il reprend son costume de Monsieur Loyal pour les fêtes de fin d'année 2024, toujours sous le chapiteau du Grand Cirque de Noël de Toulouse (parking de l'hippodrome) pour 70 représentations.